# Ка-да-Мосто
Ка-да-Мосто (італ. Ca' da Mosto) — палац у Венеції. Побудований в XIII столітті у венето-венеційському стилі, є найстарішою будівлею, побудованою на Гранд-каналі.

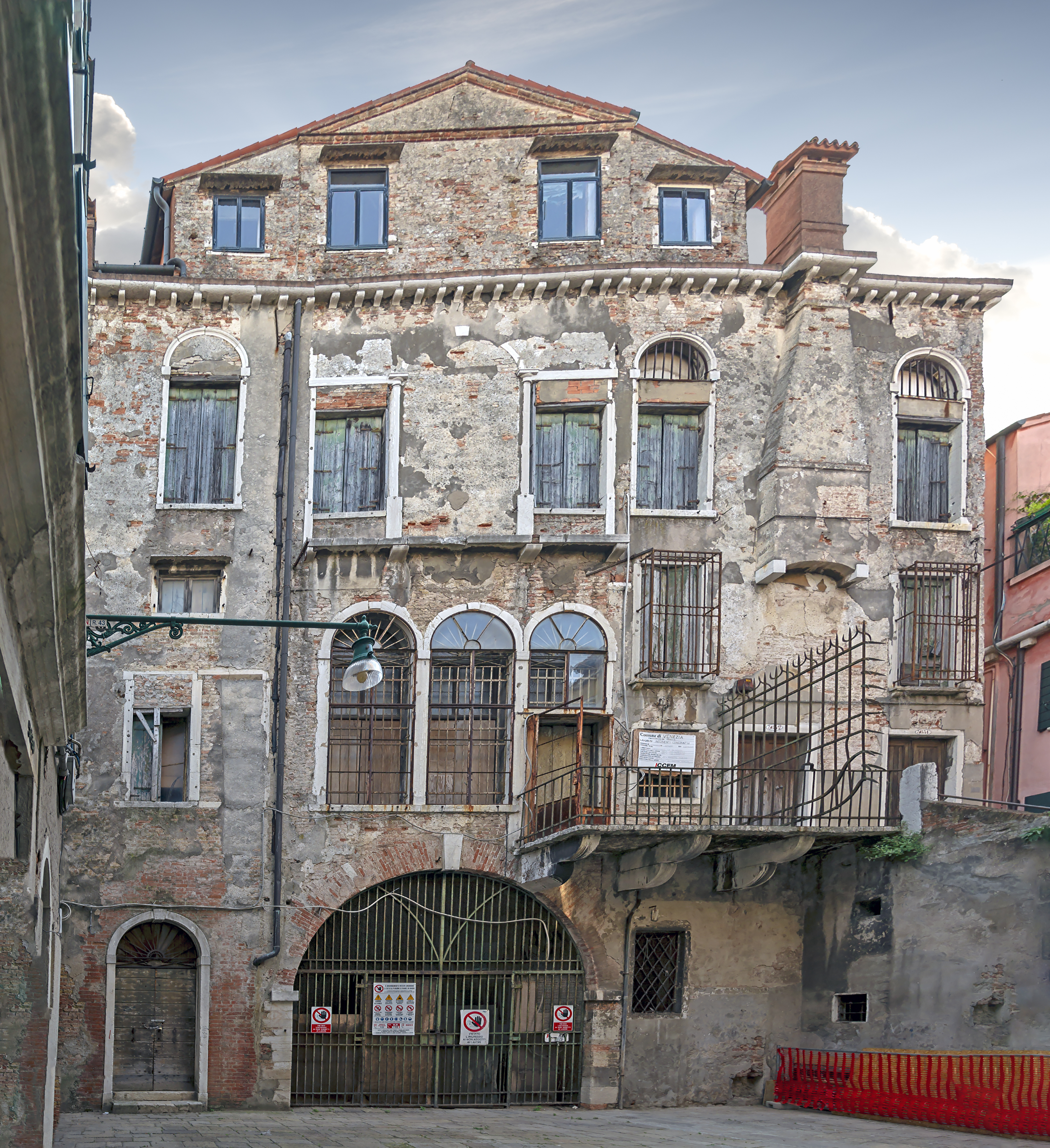
Ca' Da Mosto — фасад на Campiello del Leon Bianco

Спочатку палац створювався як будинок торговця, першого власника будівлі. Другий поверх був доданий на початку XVI століття, а третій вже XIX столітті.
Палац отримав свою назву від прізвища венеційського мореплавця та дослідника Альвізе Ка' да Мосто, який народився в цьому палаці в 1432 році.
Будинок залишався у володінні родини да Мосто аж до 1603 року, коли тодішня власниця будівлі К'яра-да-Мосто (яка чотири рази виходила заміж і стала однією з найбагатших жінок Венеції, але не мала дітей) розійшлась з родиною і залишила весь свій маєток Леонардо Дона Далле Роуз, племіннику її другого чоловіка — і майбутньому дожу.
З XVI по XVIII століття в палаці розташовувався відомий готель «Locanda del Leon Bianco» («Готель Білий лев»). У 1769 і 1775 роках в готелі зупинявся імператор Священної Римської імперії, син імператриці Марії Терезії Йосиф II під час свого перебування у Венеції.
В даний час палац не використовується, оскільки під час повеней був пошкоджений фундамент будівлі і затоплено перший поверх. Палац потребує реставрації. Власником будівлі є граф Франческо да Мосто, сучасний італійський архітектор і продюсер. Однією з його цілей життя є відновлення палацу.